# بخش دشتک
بخش آواجیق یکی از بخش‌های تابعه شهرستان چالدران در استان آذربایجان غربی در شمال غربی ایران است.
نام این بخش را زردشت نیز نامیده‌اند.

## تقسیمات کشوری
دهستان‌های بخش دشتک
- دهستان آواجیق شمالی
- دهستان آواجیق جنوبی

شهرها: آواجیق.

## جمعیت
براساس سرشماری مرکز آمار ایران در سال ۱۳۹۵، جمعیت این بخش برابر با ۷٬۵۷۰ نفر (۲٬۱۵۰ خانوار) بوده‌است. 